# 佩雷莫哈 (博霍杜希夫區)
50°7′47″N 35°52′36″E / 50.12972°N 35.87667°E
佩雷莫哈（羅馬化：Peremoha，直译：「勝利」）是位於烏克蘭東部的鄉村居民點，由哈爾科夫州博霍杜希夫區的佐洛奇夫市鎮負責管轄。該鄉距離胡里尼夫卡2公里，始建於1931年，面積0.44平方公里，海拔高度142米，2001年人口633。